# Impôt cédulaire
L'impôt cédulaire est un impôt qui taxe différemment chaque catégorie de revenu en fonction de son origine.
En France, le financement de l'effort de guerre de la Première Guerre mondiale amène la création de quatre nouveaux impôts cédulaires (loi fiscale du 31 juillet 1917). Ils viennent en complément de l'impôt progressif sur le revenu appliqué dès 1916. Au total il existait 6 impôts cédulaires :
- sur les salaires et traitements, au taux de 3,75 %,
- sur les bénéfices agricoles, au taux de 3,75 %,
- sur les bénéfices non commerciaux, au taux de 3,75 %,
- sur les bénéfices industriels et commerciaux, au taux de 4 %,
- sur les propriétés bâties et les propriétés non bâties (l'impôt foncier), dont le taux de 4 % en 1914 est élevé à 5 % en 1917,
- sur les revenus des valeurs mobilières, créé en 1914 avec un taux de 6 %.

En plus des 6 impôts cédulaires, existait un impôt général sur le revenu de 12,5 %.
L'impôt cédulaire a été supprimé en 1959. 
La cédule était un feuillet utilisé pour déclarer les différentes catégories de revenus. 
Aujourd'hui la contribution sociale généralisée (CSG) est un exemple d'impôt cédulaire, avec des taux d'imposition différents appliqués aux revenus d'activité salariée, aux pensions de retraite et aux  revenus financiers.